# Villa d’Almè
Villa d’Almè – miejscowość i gmina we Włoszech, w regionie Lombardia, w prowincji Bergamo.
Według danych na styczeń 2009 gminę zamieszkiwało 6848 osób przy gęstości zaludnienia 1087 os./1 km².